# Hong Kong (film 1951)
Hong Kong (Smuggler's Island) è un film del 1951 diretto da Edward Ludwig.